# Do Nsoseme
DO Nsoseme Dora (* 30. dubna 1994 v Kinshase) je konžská fotografka, slammerka a básnířka, držitelka diplomu z vizuální komunikace na Akademii výtvarných umění v Kinshase.

## Životopis
DO Nsoseme se po dlouhé kariéře v událostech, komunikaci a designu věnuje od roku 2015 praxi slamu a fotografie . V roce 2022 tato fotografická díla vystavená na festivalu Corps des texts  přiměla návštěvníky Liège vibrovat do rytmu Kinshasy  . Vystavovala v Bruselu, u příležitosti třetího ročníku Slam Our World v roce 2017, svůj první fotografický cyklus s názvem VELKONĚŽNA MATKA.

## Vyznamenání
- Vítězka soutěže Slam – Urban poetry Kinshasa [5]